# Анхольт (остров)
Анхо́льт (дат. Anholt) — остров в проливе Каттегат, принадлежащий Дании. Площадь 22,37 км², население — 167 человек (2009). Паромное сообщение с городом Грено, которому он муниципально подчинён. С 2007 года входит в состав коммуны Норддюрс.

## География
Восточная часть острова известна как самая большая пустыня Северной Европы. Эту местность занимают песчаные дюны, лишённые растительности, столетиями вырубавшейся для поддержания работы маяка. Здесь же расположена крупнейшая в Дании колония тюленей.

## История
С 1808 по 1814 остров был оккупирован англичанами, которые были заинтересованы в контроле над маяком, расположенном в восточной части острова. Попытка датчан вернуть его окончилась неудачей и привела к многочисленным жертвам, памятник которым находится в деревне Анхольт — единственном (кроме гавани, построенной в 1902 году) поселении острова.